# 西北風級兩棲突擊艦
西北風級兩棲突擊艦（法語：Classe Mistral）是目前法國海军和埃及海军的兩棲突擊艦級別，可以運載16架以上北約直昇機工業北約直昇機NH90直升機或虎式直升機攻擊直升機和包含13輛勒克萊爾主戰坦克在內的70輛以上車輛與其維修空間；人員方面，船上能提供900名法國海軍陸戰隊的運載空間（長程航行至少可以居住450名）並包含69床的艦上醫院，西北風級飛行甲板面積5200平方公尺並有6個直升機停駐點供直升機起降。

## 背景
西北風級研製始於1997年時法國更新兩棲作戰教範，並進行艦隊調整，研發多用途登陸艦概念計畫（bâtiment d'intervention polyvalent, BIP），以取代將屆退役年限的颶風級船塢登陸艦（Classe Ouragan）。根據法國在1997年6月10日通過的新版國家兩棲作戰概念，法國海軍將應準備標準的兩棲作戰能力，配合2000年12月5日北約通過的歐洲兩棲能力倡議，增加直升機運用能力；法國海軍在相關計畫指示下，需籌備一支可運輸4支戰鬥群（或1,400人）、280輛各式車輛、30架直升機，在全球各地遂行為期10天，可進軍戰術縱深達上百公里的兩棲艦隊。在2000年時，法国海军与船舶建造局（DCNS）签订4.72亿美元合約以商业标准建造西北风级两栖攻击舰，2002年完成设计。其中大西洋造船廠负责建造舰艏部分和舱室模块，DCNS位於布雷斯特的船厂负责建造舰舯、舰艉和全舰总装合拢任务。
在2006年至2012年間法國陸續啟用3艘西北風級新艦，除此之外俄羅斯也擁有2艘定購額度與3艘洽談額度，但在2014年時爆發克里米亞危機俄羅斯與歐洲交惡，法方終止合約將兩艘建造中的新艦轉賣給埃及，2016年9月交付。

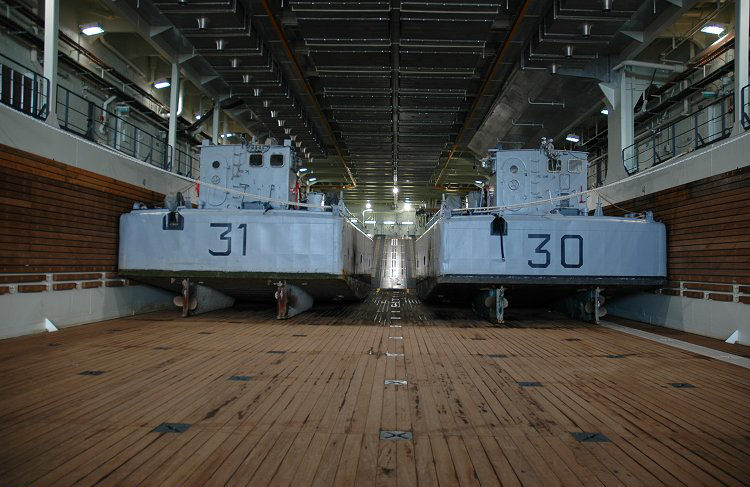
排水船塢獨特地採用了木質設計
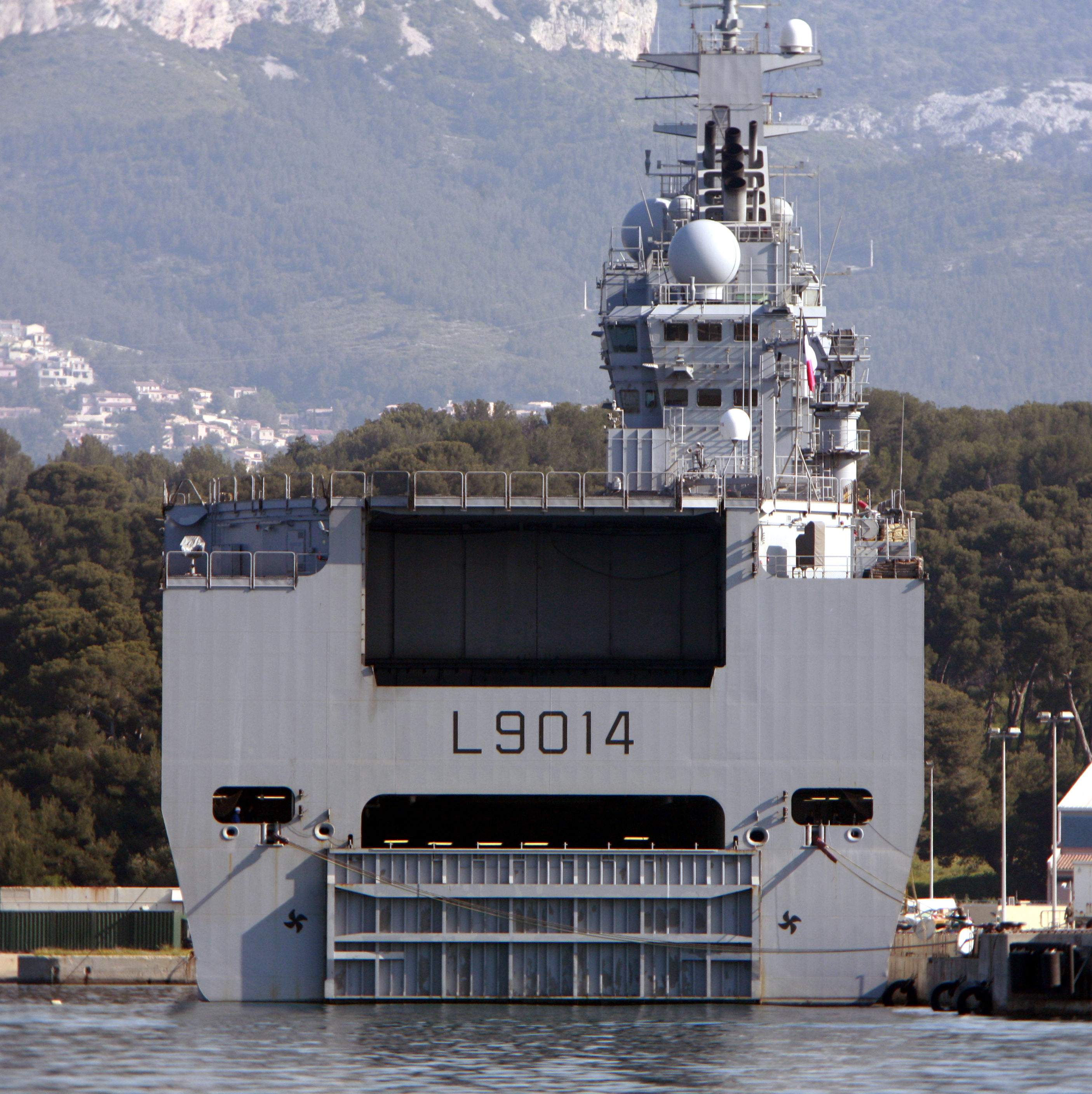
西北風級的後方處，另外升降梯也在尾部
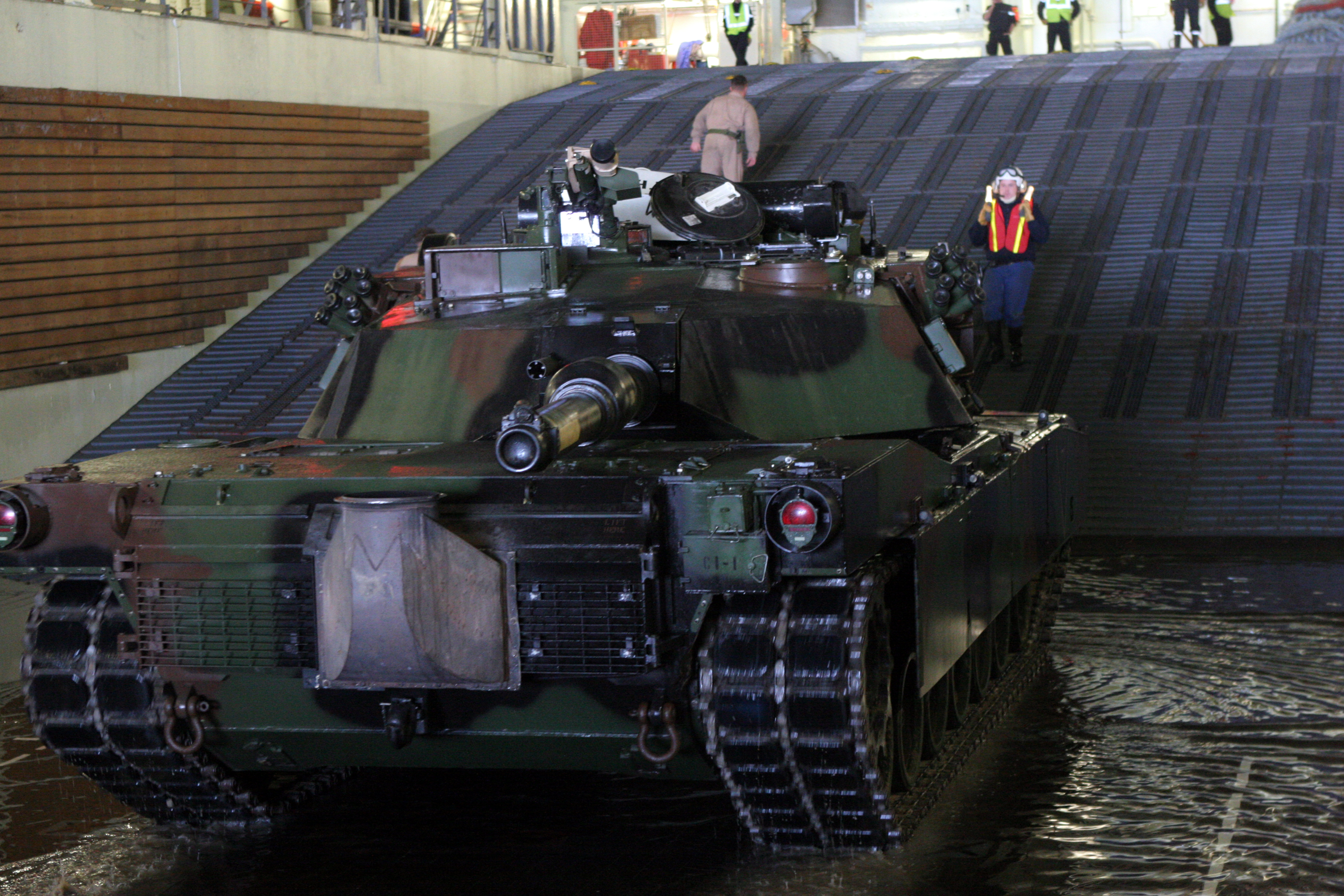
一輛M1坦克正在開入水道

## 外銷

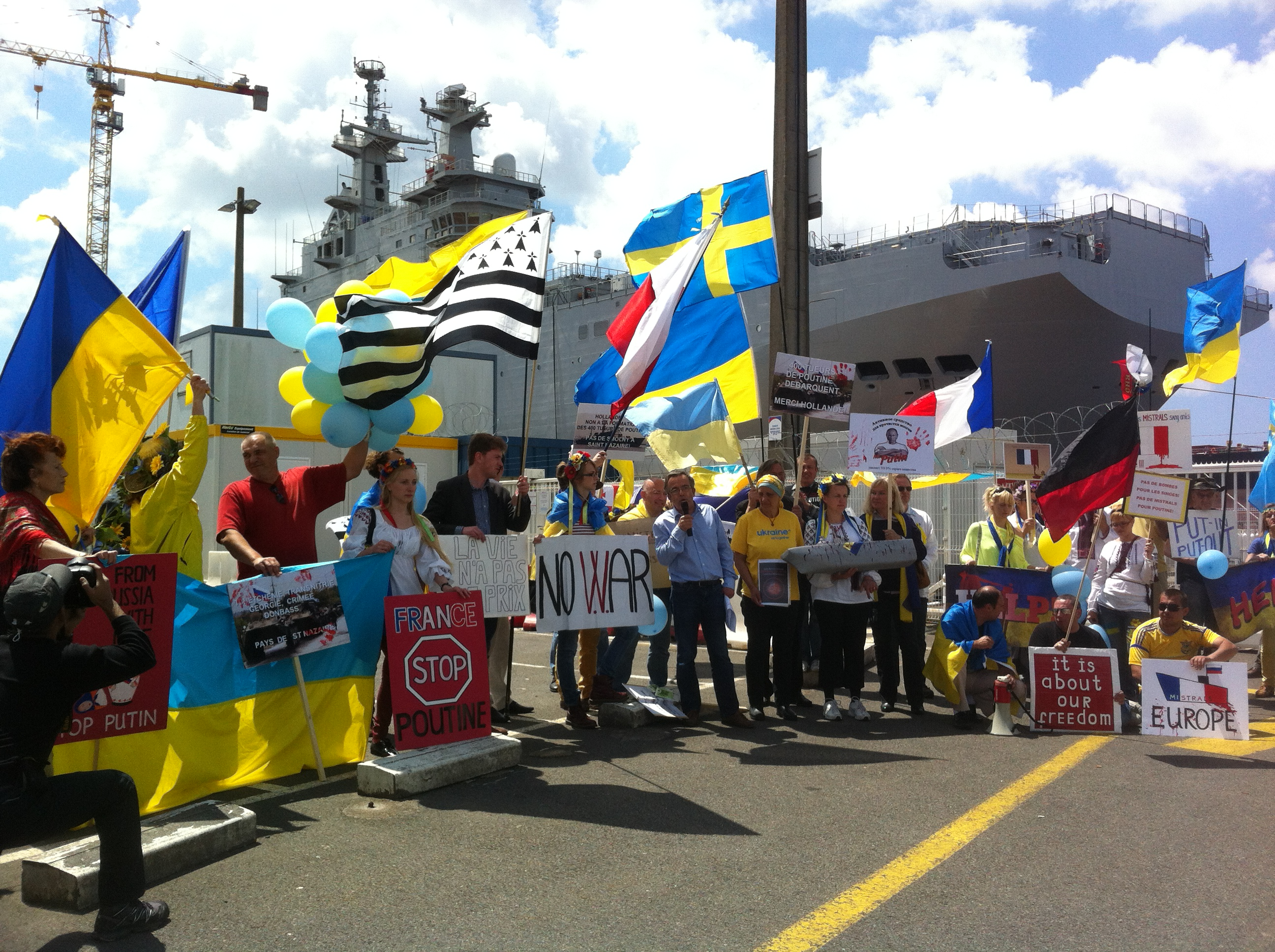
2014年以來，歐洲對賣攻擊型軍艦給對手表達擔憂，儘管俄軍起初以部署亞洲遠東作戰為主

最早決定採購西北風級的外國客戶為俄羅斯，2009年9月俄罗斯國防部第一副部長弗拉基米爾·波波夫金在媒體上表示「目前正在和法國交涉引進兩棲突擊艦」；當時外界推測俄羅斯可能是和法國採購1艘、國內自建4艘，每艘價格約落於7億3,800萬到8億8,600萬美金不等。2009年法国总统萨科齐與俄罗斯总统梅德韦杰夫会谈后在新闻会上表示，俄法两国就买卖4艘西北风级已开始独家谈判。另外俄军方还提出继续购买另外3艘西北风级的意向，西北风级两栖攻击舰有可能是俄海军获得的第一艘外国军舰，同时也是俄国防部最大一笔海外军购。
2011年在聖彼得堡談判時，價格卻已大幅飛離外界認知；就俄國的說法，當時俄方提出每艘價格12億、但法方告知要16億美金。除此之外，美國也開始干涉這筆軍售案。雖然雙方仍有不滿，但2011年兩國還是進行簽約儀式。
軍購案出現重大危機是因為2014年的烏克蘭危機，俄國入侵克里米亞半島後，西方國家開始實施經濟與軍事輸出制裁，西北風級的交運與否即變成兩國外交的重點；儘管法國可能將面臨高額違約金賠償，但因為政治壓力，最終宣佈將不售與俄羅斯原先訂購的4艘西北風級。
2015年5月6日，据俄罗斯自由媒体网报道：“法国或将这两艘战舰转卖其他国家，巴西、印度和中国会非常乐意购买这两艘军舰，但是肯定不会认同俄罗斯当初的购买价格。中国自己也想建造类似级别的军舰，不过他们也会有兴趣观看“西北风”级直升机航母上的一切都是怎么做到的。看过之后，可能会和俄罗斯波罗的海造船厂合作，按照自己的标准进行改造。”
2015年5月12日，据俄罗斯军工综合体新闻网报道：“巴黎可能会把为俄罗斯建造的两艘“西北风”级直升机航母转卖给中国；俄罗斯副总理罗戈津明确表示，没有莫斯科的允许，巴黎不得把为俄罗斯建造的“西北风”级直升机航母转售给其他国家。法方已经对此进行了通报。”由於賣給中國的強烈反對，法国总统府于当地时间2015年9月23日发表声明表示，目前另一國家埃及已与法国走上谈判，并表示同意购买两艘法国此前拒绝供应给俄罗斯的 “西北风”级。

## 同型号两栖登陆舰比较
|              |            | 胡蜂級兩棲突擊艦       | 美利堅級兩棲突擊艦      | 075型两栖攻击舰       | 第里雅斯特級兩棲突擊艦   | 胡安·卡洛斯一世級                    | 西北風級兩棲突擊艦          |
| ------------ | ---------- | ---------------------- | ----------------------- | --------------------- | ------------------------ | ------------------------------------ | --------------------------- |
| 船体         | 満載排水量 | 41,150 吨              | 45,693 吨               | 36,000 吨             | 38,000 吨                | 27,082 吨                            | 21,500 吨                   |
| 船体         | 全長       | 257米                  | 257米                   | 232 米                | 245 米                   | 230.82 米                            | 210 米                      |
| 船体         | 全幅       | 36 米                  | 36 米                   | 36 米                 | 36 米                    | 32 米                                | 32 米                       |
| 动力         | 方式       | 蒸氣動力               | CODLOG                  | CODAD                 | CODOG＋电力推动          | IFEP                                 | 柴电动力                    |
| 动力         | 动力       | 70,000 hp              | 70,000 hp               | 64,000 hp             | 102,000 hp               | 29,500 hp                            | 19,040 shp                  |
| 动力         | 速力       | 22 节                  | 22 节                   | 23 节                 | 25 节                    | 19.5 节                              | 18.8 节                     |
| 武器         | 火炮       | 方陣近迫武器系統×3     | 方陣近迫武器系統×2      | H/PJ-11近迫武器系統×2 | Mk 75 76公釐艦炮×3       | 20mm M693 F2機炮×4                   | 30毫米機炮×2                |
| 武器         | 火炮       | 12.7毫米重機槍×7       | 12.7毫米重機槍×7        | H/PJ-11近迫武器系統×2 | 25毫米機炮×3             | 12.7mm重機槍×2                       | 12.7mm重機槍×4              |
| 武器         | 导弹       | RAM 21联装发射器×2     | ESSM 8联装发射器×2      | HHQ-10 18联装发射器×2 | VLS×16 （Aster 或 CAMM） | -                                    | SIMBAD 2联装发射器×2        |
| 武器         | 导弹       | RAM 21联装发射器×2     | RAM 21联装发射器×2      | HHQ-10 18联装发射器×2 | VLS×16 （Aster 或 CAMM） | -                                    | SIMBAD 2联装发射器×2        |
| 航空運用機能 | 飛行甲板   | 全通（兼容STOVL）      | 全通（兼容STOVL）       | 全通                  | 全通（滑跳起飛甲板）     | 全通（滑跳起飛甲板）                 | 全通                        |
| 航空運用機能 | 舰載機数   | F-35B×6                | F-35B×6                 | 直升機×30             | F-35B×4-8                | AV-8B×10 ※F-35B（未来计划）          | 直升机ー×16                 |
| 航空運用機能 | 舰載機数   | 直升機×24              | 直升機×24               | 直升機×30             | 直升機×6-9               | 直升機×12                            | 直升机ー×16                 |
| 登陆运送功能 | 登陆艇     | 70吨LCU×2 或LCAC-1級×3 | 無                      | LCAC×2或3             | 70吨LCU×4 或LCAC-1級×1   | LCM-1E型×4和複合艇×4〜6 或LCAC-1級×1 | LCM×8艇 LCU×2艇或LCAC-1級×2 |
| 登陆运送功能 | 登陸部隊   | 約1,900名              | 約1,900名               | 約1,600名             | 1,043名                  | 902名                                | 短期:900名 長期:400名       |
| 同型艦数     | 同型艦数   | 7艘服役 1艘退役        | 订购9艘 2艘服役 2艘建造 | 3艘服役 1艘下水舾裝中 | 1艘                      | 1艘（準同型3艘）                     | 3艘（準同型2艘）            |

## 同級艦
| 舷號     | 艦名         | 龍骨安放      | 下水           | 服役           | 母港       |
| -------- | ------------ | ------------- | -------------- | -------------- | ---------- |
| 法國海軍 |              |               |                |                |            |
| L9013    | 西北风号     | 2003年7月10日 | 2004年10月6日  | 2005年12月18日 | 土倫       |
| L9014    | 雷電号       | 2003年8月26日 | 2005年7月26日  | 2007年4月1日   | 土倫       |
| L9015    | 迪克斯穆徳号 | 2009年4月18日 | 2010年9月17日  | 2012年3月12日  | 土倫       |
| 埃及海軍 |              |               |                |                |            |
| 1020     | 萨达特号     | 2012年2月1日  | 2013年10月15日 | 2016年9月16日  | 亞歷山大港 |
| 1010     | 纳赛尔号     | 2013年6月18日 | 2014年11月21日 | 2016年6月2日   | 亞歷山大港 |

## 外部連結
- Mistral class at Naval-Technology.com （页面存档备份，存于）
- French Marine Nationale - Le BPC, un navire nouvelle génération
- globalsecurity.org （页面存档备份，存于）
- DCN.fr